# Niederneukirchen
Niederneukirchen là một đô thị ở huyện Linz-Land bang Oberösterreich, nước Áo. Đô thị này có diện tích 21 km², dân số thời điểm ngày 31 tháng 12 năm 2005 là 1888 người.